# 日本阿尔卑斯

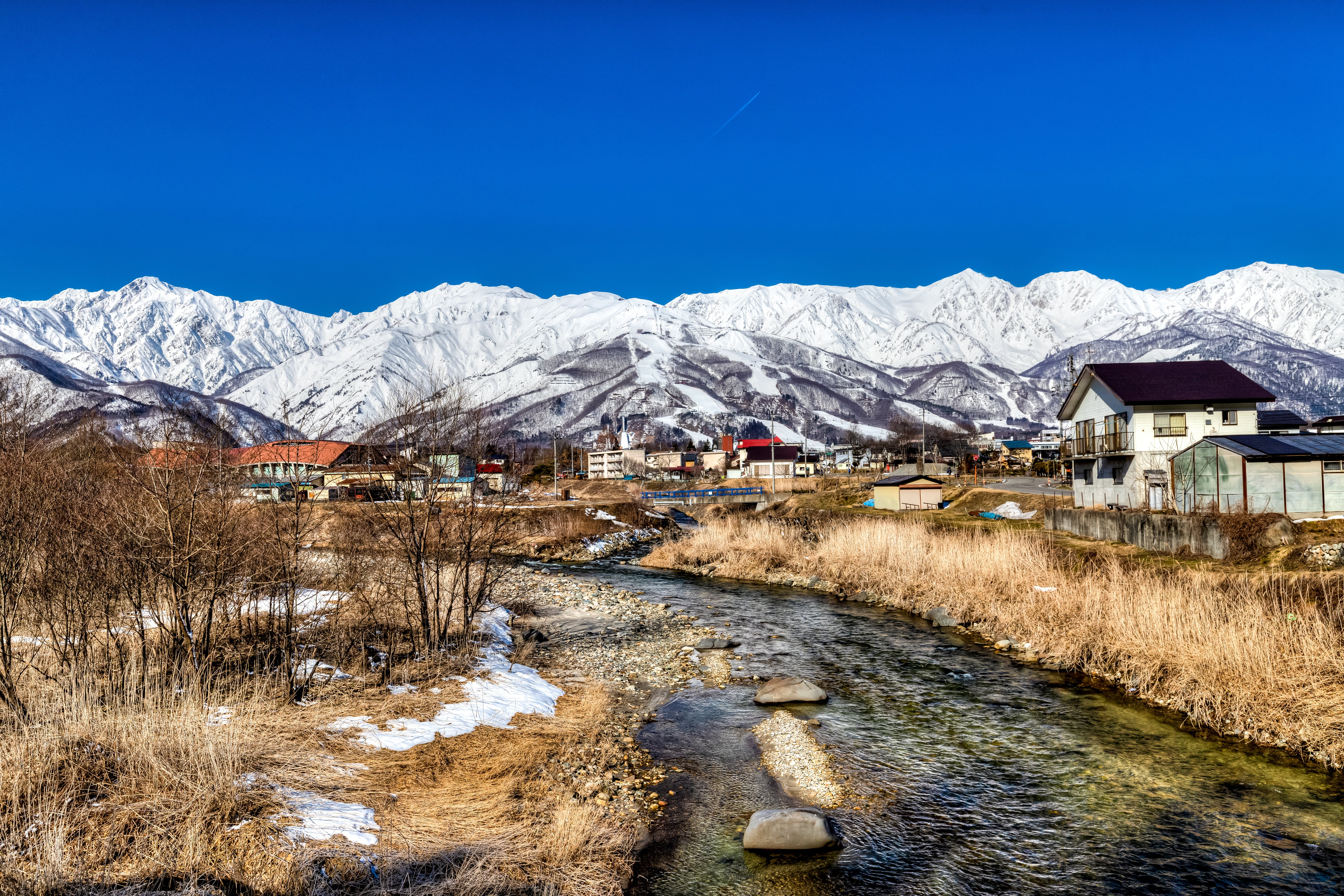
飛驒山脈

日本阿爾卑斯（日语：／ nihon arupusu */?），又称中部山岳（／ chūbu sangaku），是位於日本中部的飛驒山脈（北阿尔卑斯）、木曾山脈（中央阿尔卑斯）、赤石山脈（南阿尔卑斯）等3個山脈之总称。
該名稱由19世紀末赴日的英國工程師威廉·戈蘭德登上飛驒山脈時，以歐洲的阿爾卑斯山所命名；北阿爾卑斯、中央阿爾卑斯、南阿爾卑斯的名稱，則由日本登山家小島烏水所取。

## 外部連結
- 日本阿尔卑斯旅游城市 （页面存档备份，存于） （日語）（英文）（简体中文）（繁體中文）